# Nakajima Ki-49
De Nakajima Ki-49 (Japans: 中島 キ-49 呑龍) was een zware bommenwerper van de Luchtmacht van het Japanse Keizerlijke Leger tijdens de Tweede Wereldoorlog. De officiële codenaam van dit type vliegtuig was Donryu (Nederlands: Drakenverslinder) met de geallieerde codenaam Helen. 
Het eerste exemplaar van deze twee motorige bommenwerper vloog in augustus 1939. In maart 1941 kwam het toestel in productie als de Army Type 100 Heavy Bomber Model 1. Het was zwaar bewapend met machinegeweren zodat het toestel zonder de escorte van jachtvliegtuigen kon opereren. Tussen 1941 en december 1944 produceerde de Nakajima Aircraft Company 819 toestellen.
Het vliegtuig werd vanaf het najaar 1941 ingezet in China en later ook in Nieuw-Guinea en voor bombardementen in Australië. Tijdens het gebruik schoot het motorvermogen tekort, de snelheid viel tegen of de bommenlast moest worden gereduceerd. In het voorjaar van 1942 kwam een verbeterde versie, de Ki-49-IIa, in productie voorzien van krachtiger motoren. Het pantser werd verbeterd en het kreeg ook zelfdichtende benzinetanks. Later kwam nog een Ki-49-IIb-versie met een andere bewapening.
Naarmate de oorlog vorderde kwamen er meer Amerikaanse jachtvliegtuigen en dit verhoogde de kwetsbaarheid van het toestel. Er werd nog gewerkt aan verbeterde versies, maar deze bereikten nooit het productiestadium. Het toestel kreeg andere functies, zoals verkenningsvluchten en troepentransport en in de laatste fase van de oorlog werd ze gebruikt voor kamikaze-aanvallen. 

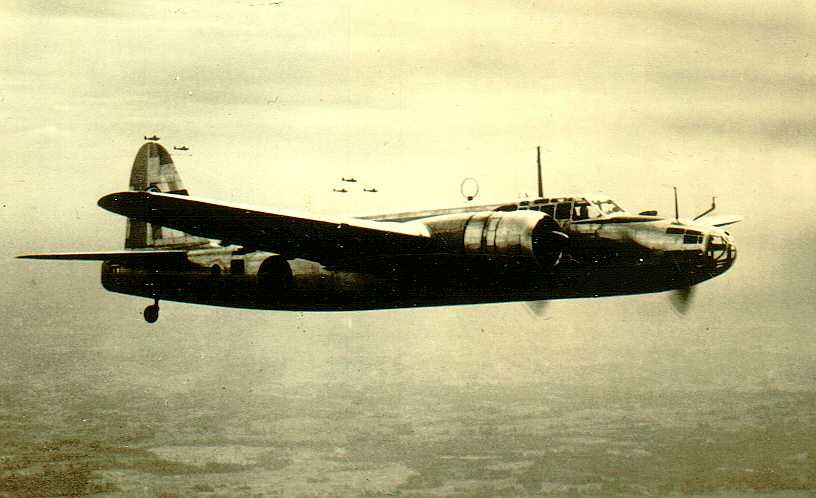
Ki-49 in vlucht
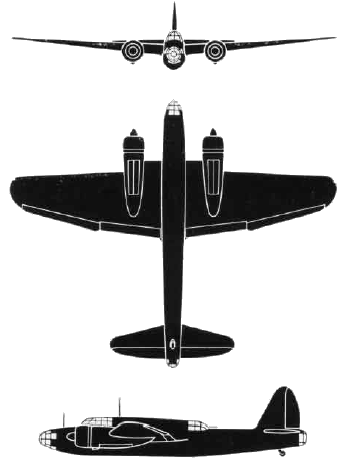
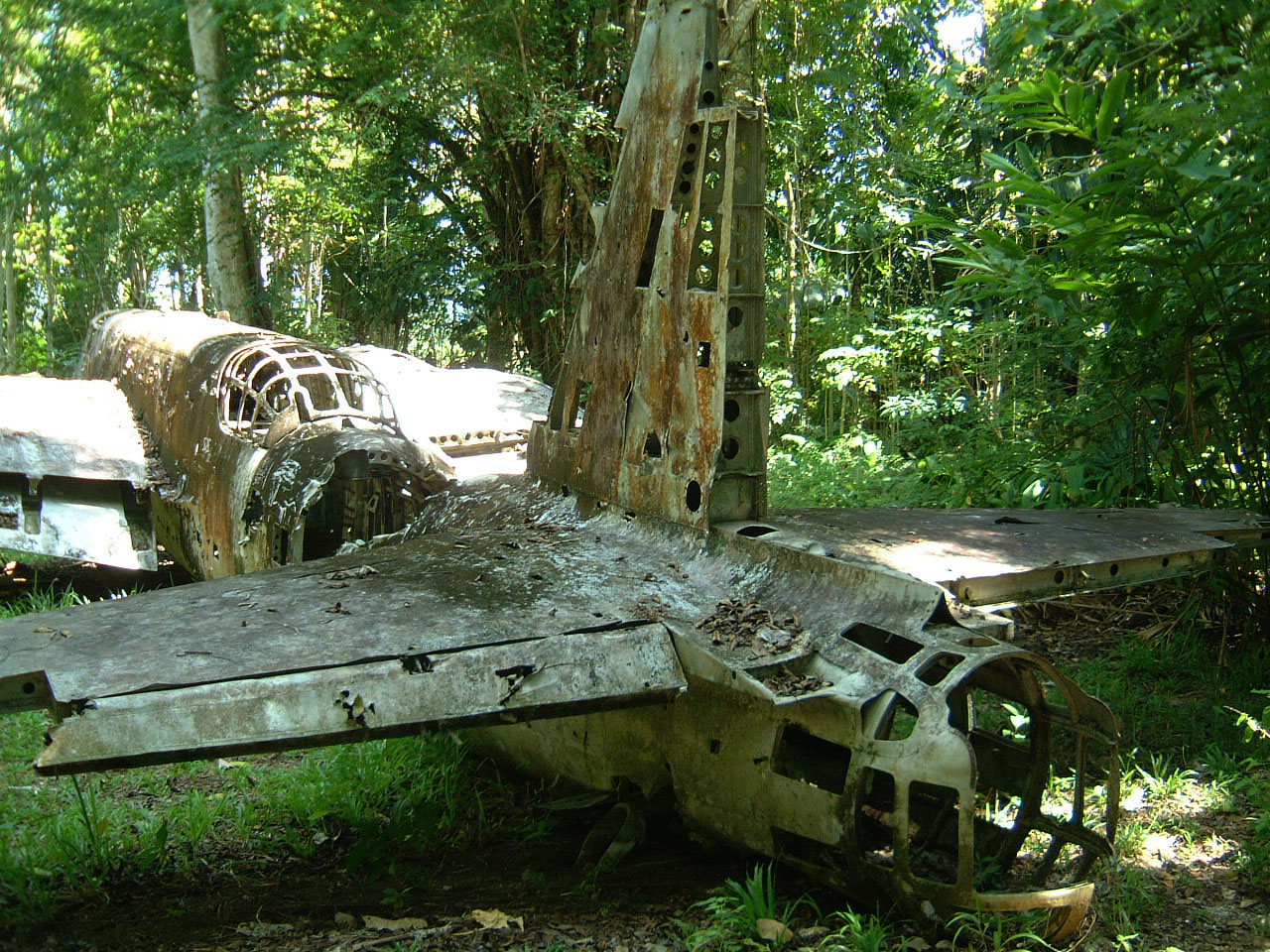
resten Ki-49 in Nieuw-Guinea (2002)